# Albert Egbert
Albert Egbert, pseudonimo di Albert Edward Baston (... – 18 marzo 1942), è stato un attore e sceneggiatore britannico.

## Biografia
Nato in Inghilterra, nel Regno Unito, lavorò come attore. Dal 1913 al 1927, girò oltre una ventina di pellicole. In  gran parte diretti da W.P. Kellino, erano cortometraggi comici, nei quali era affiancato dal fratello Seth, con il quale scrisse anche alcune sceneggiature.

## Filmografia

### Attore
- Yiddle on My Fiddle, regia di W.P. Kellino (1912)
- The Coster's Honeymoon, regia di W.P. Kellino (1912)
- Inkey and Co, regia di Ernest Lepard (1912)
- The Temperance Lecture, regia di Ernest Lepard (1913)
- Inkey and Co in Business, regia di Ernest Lepard (1913)
- Dodging the Landlord, regia di Ernest Lepard (1913)
- Inkey and Co: Glad Eye, regia di Ernest Lepard (1913)
- The Happy Dustmen, regia di W.P. Kellino (1913)
- The Dustmen's Holiday, regia di W.P. Kellino (1913)
- The Happy Dustmen Play Golf, regia di W.P. Kellino (1914)
- Nobby's Ju-Jitsu Experiments, regia di W.P. Kellino (1914)
- Spy Catchers, regia di W.P. Kellino (1914)
- The Happy Dustmen's Christmas, regia di W.P. Kellino (1914)
- Grand Christmas Harlequinade, regia di W.P. Kellino (1914)
- Potted Pantomimes, regia di W.P. Kellino (1914)
- Bill's Monicker, regia di W.P. Kellino (1915)
- Potty's Wedding Day (1915)
- Hushabye Baby (1915)
- The Dustman's Nightmare, regia di W.P. Kellino (1915)
- The Dustman's Wedding, regia di W.P. Kellino (1916)
- The Dustmen's Outing, regia di W.P. Kellino (1916)
- Further Adventures of a Flag Officer, regia di W.P. Kellino (1927)

### Sceneggiatore
- Inkey and Co, regia di Ernest Lepard (1912)
- The Temperance Lecture, regia di Ernest Lepard (1913)
- Inkey and Co in Business, regia di Ernest Lepard (1913)
- Dodging the Landlord, regia di Ernest Lepard (1913)
- Inkey and Co: Glad Eye, regia di Ernest Lepard (1913)
- The Happy Dustmen, regia di W.P. Kellino (1913)
- The Dustman's Nightmare, regia di W.P. Kellino (1915)
- The Dustmen's Outing, regia di W.P. Kellino (1916)